# Pressefreiheit

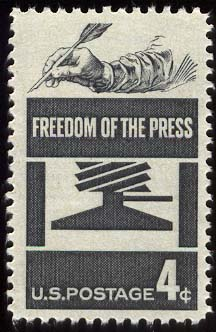
US-Briefmarke zum Gedenken an die Pressefreiheit

Pressefreiheit, genauer die äußere Pressefreiheit, ist das Recht von Einrichtungen des Rundfunks, der Presse und anderer Medien auf ungehinderte Ausübung ihrer Tätigkeit, vor allem auf die staatlich unzensierte Veröffentlichung von Nachrichten und Meinungen.
Die Presse- oder Medienfreiheit soll die Informationsfreiheit, die freie Meinungsbildung und -äußerung, die pluralistische Meinungsvielfalt und damit die demokratische Willensbildung sowie die Transparenz und Kontrolle der Politik durch die Öffentliche Meinung gewährleisten.
Die Idee der Freiheit speziell der Nachrichten- und Meinungspresse wurde insbesondere in der Zeit der Aufklärung entwickelt.
In Deutschland gewährleistet Artikel 5 des Grundgesetzes für die Bundesrepublik Deutschland die Pressefreiheit gemeinsam mit der Meinungsfreiheit, der Rundfunkfreiheit und der Informationsfreiheit. Details zu Rechtsfragen regelt heute das Medienrecht, speziell das Presserecht.
Die Schweizer Bundesverfassung spricht von Medienfreiheit und bringt damit zum Ausdruck, dass dieses Grundrecht nicht nur für das gedruckte Wort, sondern auch für andere Mittel der Kommunikation gilt.

## Begriff
In der deutschen wissenschaftlichen und juristischen Literatur wie in der politischen Diskussion findet sich seit dem 19. Jahrhundert und verstärkt seit den 1920er Jahren die Unterscheidung und Diskussion von innerer (auch interner oder zeitungsinterner) und äußerer Pressefreiheit. In anderen Ländern ist diese Unterscheidung unüblich, unter Pressefreiheit wird nur die äußere verstanden.
„Pressefreiheit“ wird allgemein meist als äußere Unabhängigkeit von Einfluss und Weisungen auf das Medium verstanden. Innere Pressefreiheit bedeutet dagegen besonders im deutschen Sprachraum die Unabhängigkeit des einzelnen Journalisten und Redakteurs von inhaltlichen oder politischen Beschränkungen seiner Arbeit und Meinungsäußerung durch Chefredakteur, Herausgeber, Verleger oder Eigentümer des Mediums innerhalb seines Arbeitsumfeldes, also im Innenverhältnis des Medienunternehmens.
Diese innere Pressefreiheit, die in Redaktionsstatuten oder im Presserecht (1974 gescheitert), im Pressekodex, in Tarifvereinbarungen und in Grundsätzen der Journalistenverbände wie auch in einzelnen Arbeitsverträgen festgelegt werden kann, wird in deutschen Publikationen teilweise als verfassungsmäßig vorausgesetzt oder als zusätzliche und notwendige Ergänzung gefordert. Sie wird aber auch als Einschränkung der Pressefreiheit abgelehnt, weil sie dem Tendenzschutz der Medienunternehmen als Tendenzbetrieben zuwiderlaufe.
Das Thema der inneren Meinungsfreiheit erhielt durch die Problematik des Whistleblowing etwa im Fall der Luxemburg-Leaks besondere Aufmerksamkeit. Einen bekannten Versuch der Durchsetzung innerer Pressefreiheit durch Redakteure eines Mediums gab es beim Magazin Der Spiegel während der Herausgeberschaft von Rudolf Augstein.
Die Versuche der Durchsetzung innerer Pressefreiheit in Deutschland gelten als weitgehend gescheitert.

## Situation in Deutschland
In Deutschland ist die Pressefreiheit in Art. 5 Abs. 1 S. 2 Var. 1 GG geregelt:

„(1) […] Die Pressefreiheit und die Freiheit der Berichterstattung durch Rundfunk und Film werden gewährleistet. Eine Zensur findet nicht statt.

(2) Diese Rechte finden ihre Schranken in den Vorschriften der allgemeinen Gesetze, den gesetzlichen Bestimmungen zum Schutze der Jugend und in dem Recht der persönlichen Ehre.

(3) […]“

Der Begriff der Presse umfasst dabei alle zur Verbreitung an die Öffentlichkeit geeigneten Druckerzeugnisse, unabhängig von Auflage oder Umfang. Inwieweit Telemedien, beispielsweise Internet-Zeitungen, dem verfassungsrechtlichen Presse- oder Rundfunkbegriff (und damit der Rundfunkfreiheit und dem Rundfunkrecht) unterliegen, ist in der Fachliteratur umstritten. Einfachrechtliche Regelungen des Presserechts finden sich insbesondere in den Landespressegesetzen.
Geschützt ist der gesamte Vorgang von der Beschaffung der Information über die Produktion bis hin zur Verbreitung der Nachrichten und Meinung, sowie auch das Presseerzeugnis selbst (siehe: Spiegel-Urteil und Cicero-Urteil). Die Pressefreiheit bedeutet deshalb auch, dass Ausrichtung, Inhalt und Form des Presseerzeugnisses frei bestimmt werden können, zugleich aber auch, dass Informanten geschützt werden und das Redaktionsgeheimnis gewahrt bleibt. Die Pressefreiheit unterscheidet auch nicht zwischen seriöser Presse und Boulevardmedien (siehe: Lebach-Urteil). Das inhaltliche Niveau kann in der Abwägung mit anderen Rechtsgütern eine Rolle spielen, wo lediglich der oberflächlichen Unterhaltung dienende Presseerzeugnisse unter Umständen weniger ins Gewicht fallen als ernsthafte Erörterungen mit Relevanz für die öffentliche Auseinandersetzung (vgl. Presserecht und Journalistische Sorgfaltspflicht).
Anders als die Meinungsfreiheit umfasst die Pressefreiheit nicht den Schutz von Meinungsäußerungen an sich. Neben der abwehrrechtlichen Dimension bedeutet die Pressefreiheit auch eine Institutsgarantie für eine freie Presse, deren Rahmenbedingungen der Staat zum Beispiel durch Konzentrationskontrolle (siehe auch Kommission zur Ermittlung der Konzentration im Medienbereich, Medienpolitik) sichern muss (vgl. Blinkfüer-Entscheidung).
Die Pressefreiheit konkretisiert sich zum Beispiel in einem eigenen Zeugnisverweigerungsrecht (§ 53 StPO, § 383 ZPO) für Journalisten, die auch nur unter erschwerten Bedingungen abgehört werden dürfen. Auch ist der Zugang zum Beruf des Journalisten nicht staatlich reglementiert – private Journalistenschulen bilden in eigener Regie und ohne staatlichen Einfluss Journalisten aus. Ein Pressestatus ist an bestimmte Voraussetzungen geknüpft.
Deutsche Journalisten beurteilen die Vorratsdatenspeicherung und Vorstöße bezüglich staatlicher Online-Durchsuchungen derzeit sehr kritisch. Man befürchtet, solche Neuerungen könnten insbesondere das Vertrauensverhältnis von Informanten zu Journalisten stark beeinträchtigen. Damit wäre die Möglichkeit zur kritischen Berichterstattung in Deutschland empfindlich getroffen. Eine derartige Entwicklung sei als Angriff auf die Pressefreiheit zu bewerten.
Ebenso kritisch wird die Behinderung einer sachgerechten Berichterstattung durch Verknappung der Berichtsmöglickeiten durch Richter gesehen. So mussten sich beim Prozess zum Mord am Regierungspräsidenten Walter Lübcke die Journalisten jeden Tag erneut in der Schlange anstellen, um in den Gerichtssaal zu kommen. Das Landgericht Kleve verhandelte im Mai 2020 den größten Kindesmissbrauchsskandal der Republik in einem Saal mit nur vier Plätzen für Journalisten. In einem G20-Prozess am Amtsgericht Altona waren wegen Corona nur vier Plätze für Vertreter der Öffentlichkeit übrig; nachdem der Richter drei zu spät gekommene Besucher statt wartender Gerichtsreporter einließ, wurde der Prozess abgesetzt und eine Woche später in einem größeren Saal neu begonnen. Andere Richter wie im Wulff-Prozess und Lübcke-Prozess haben die Nutzung von Laptops verboten.
Auch das Zweiklassensystem bezüglich der neuen Abhörrichtlinien stößt auf Kritik. Während Geistliche, Strafverteidiger und Abgeordnete in keinem Fall abgehört werden dürfen, ist der Zugriff auf den Gesprächsinhalt bei Journalisten, Ärzten und Anwälten nach richterlicher Genehmigung gestattet.
Im Zuge des Terrorismus gibt es Forderungen von CDU-Politikern wie Siegfried Kauder, die Pressefreiheit in Deutschland einzuschränken, um Terroranschläge zu verhindern.
Wie die Meinungsfreiheit kann auch die Pressefreiheit nur durch allgemeine Gesetze eingeschränkt werden.

## Geschichte
Zensur von Büchern wurde bereits 411 v. Chr. in Athen dokumentiert, die in der Verbrennung von Büchern des Philosophen Protagoras gipfelte.
Das erste Gesetz zur Abschaffung der Zensur wurde 1695 in England eingeführt. Die Maßnahme vermied den Begriff der Pressefreiheit noch. Sie erfolgte, indem das englische Parlament auf Forderung der Humanisten John Milton und John Locke das Zensurstatut nicht mehr verlängerte.
Das im deutschen Sprachraum verbreitete Wort Presse ist seit der Mitte des 18. Jahrhunderts besonders für „Gesamtheit der Zeitungen und Zeitschriften“ gebräuchlich, nachdem es vorher „Gesamtheit der Druckerzeugnisse“ bedeutete. Ab der zweiten Hälfte des 18. Jahrhunderts gibt es dann den Begriff der Pressefreiheit (damals Preßfreiheit geschrieben). Im 18. Jahrhundert wurde Pressefreiheit in Deutschland als eher formaljuristischer Terminus angesehen, der obrigkeitlich den Druck von Zeitungen konzessionierte. Erst als neben der Religion auch die Politik zur Zielscheibe der Pressekritik wurde, begannen restriktive Maßnahmen gegen die Presse. Insofern hängt die Idee der Pressefreiheit stark mit der Entwicklung der Presse zusammen und entstand aus der Auflehnung der Schreibenden gegen die Zensur. Württemberg war der erste deutsche Staat, der 1864 die Pressefreiheit einführte.
In Dänemark und Schleswig-Holstein wurde 1770 von Johann Friedrich Struensee die absolute Pressefreiheit eingeführt, die jedoch 1799 wieder stark eingeschränkt wurde.
Im Zuge der Amerikanischen Revolution deklarierte u. a. die Virginia Declaration of Rights 1776 die Pressefreiheit als ein unveräußerliches Menschenrecht, 1789 wurden die Pressefreiheit in die Bill of Rights der neu gegründeten USA übernommen. Vorausgegangen war in den USA das Verfahren gegen den deutschstämmigen Verleger John Peter Zenger, welcher 1735 vom Vorwurf der Verleumdung freigesprochen wurde, was den Grundstein für die Pressefreiheit in Nordamerika legte. 1791 verbot der Kongress in einem Amendment zur Verfassung jegliche Einmischung der gesetzgebenden Organe in Einschränkung der Rede- und Pressefreiheit.
Die Presse-, Meinungs-, Versammlungs- und Religionsfreiheit ist seit 1789/91 durch den 1. Zusatzartikel zur Verfassung der Vereinigten Staaten (First Amendment) de jure offiziell uneingeschränkt; die staatliche Nichteinmischung wird explizit gewährleistet („Der Kongress wird kein Gesetz erlassen […], das die Freiheit der Rede […] oder die der Presse einschränkt.“). Die Gründerväter der Vereinigten Staaten waren sich der fundamentalen Bedeutung einer freien Presse für eine freiheitliche Demokratie von Anfang an bewusst: „Wäre es an mir zu entscheiden, ob wir eine Regierung ohne Zeitungen oder Zeitungen ohne eine Regierung haben sollten, sollte ich keinen Moment zögern, das Letztere vorzuziehen“, so Thomas Jefferson im Jahr 1787.
Frankreich folgte am 26. August 1789.

### Deutschland bis einschließlich 19. Jahrhundert

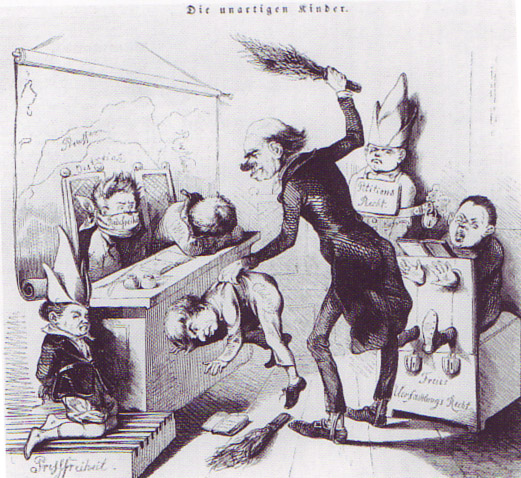
Die unartigen Kinder, deutsche Karikatur von 1849: Zu den „unartigen“ Kindern, die der Schulmeister züchtigt, gehören neben der Pressefreiheit die Redefreiheit, das Petitionsrecht und das Recht der freien Versammlung.

Im Deutschen trat der Begriff Pressefreiheit erstmals 1774 als Perzeption der britischen Pressepraxis auf.
Die Deutsche Bundesakte wurde 1815 auch zum juristischen Garanten der Pressefreiheit:

„Die Bundesversammlung wird sich bei ihrer ersten Zusammenkunft mit Abfassung gleichförmiger Verfügungen über die Preßfreiheit und die Sicherstellung der Rechte der Schriftsteller und Verleger gegen den Nachdruck beschäftigen.“

Doch schon 1819 erfolgte im Rahmen der Karlsbader Beschlüsse eine Wiedereinführung der Zensur. Wenn Artikel von Zeitungen zensiert wurden, bedeutete dies die Beschlagnahmung einer ganzen Nummer, wodurch die finanziellen Einbußen für die Verlage relativ hoch waren. Die Druckereien verlagerten daher die Zensur von draußen nach drinnen, sie verhinderten also solche Beschlagnahmungen, indem sie sich bereits bei Herstellung an die Zensurauflagen anpassten. Verlage, deren Zeitungen dennoch beschlagnahmt wurden, flüchteten sich zunehmend in Bücher, da Schriften von mehr als 20 Bögen nicht vorzensurpflichtig waren. So wurde auch 1832 das Preßgesetz in Baden von 1831 für nichtig erklärt, das „alle Censur der Druckschriften“ untersagt hatte.
Bei der Revolution von 1848/49 in Deutschland forderte man erneut die Freiheit der Presse. Im Gesetzentwurf hieß es:

„Die Preßfreiheit darf unter keinen Umständen und in keiner Weise durch vorbeugende Maaßregeln, namentlich Censur, Concessionen, Sicherheitsbestellungen, Staatsauflagen, Beschränkungen der Druckereien oder des Buchhandels, Postverbote oder andere Hemmungen des freien Verkehrs beschränkt, suspendiert oder aufgehoben werden.“

Auch wenn die Paulskirchenverfassung nie in Kraft trat, wurde die Zensur vorerst nicht wieder eingeführt. Im Jahre 1854 entstand das erste Bundesgesetz, das die Pressefreiheit mit bestimmten Einschränkungen etablierte.
In der Verfassung des Deutschen Kaiserreiches von 1871 wird die Pressefreiheit ebenso wenig wie andere Grundrechte erwähnt. Mit dem Reichspressegesetz von 1874 wurde die Pressefreiheit in Deutschland erstmals einheitlich gesetzlich geregelt, durch den Erlass des „Gesetzes gegen die gemeingefährlichen Bestrebungen der Sozialdemokratie“ 1878 wurde sie jedoch wieder eingeschränkt.

### Deutschland 20. und 21. Jahrhundert
Laut Kurt Koszyk nahmen Wirtschaftskreise im Kaiserreich und in der Weimarer Republik großen Einfluss auf die Presse. Vor allem die Eisenindustrie bemühte sich als erstes um eine systematische Bearbeitung der Öffentlichkeit. Die Presse wurde „wirtschaftlich korrumpiert“ und demokratische Institutionen wurden publizistisch ausgehöhlt. Allerdings konnten die Industriellen ihre politischen Vorstellungen nur „begrenzt“ realisieren. Das SPD-Organ der Vorwärts kam 1912 zum Schluss:

„Die Presse macht sich das interessierte Kapital so oder so willfährig. Es kauft Blätter, ködert andere durch Inseratenaufträge oder es greift zur plumperen oder feineren Bestechung einflußreicher Journalisten.“

Nach schweren Erschütterungen der Pressefreiheit in der Weimarer Republik, wie beispielsweise am „Weltbühne-Prozess“ erkennbar war, kam sie durch die nationalsozialistische Politik der Gleichschaltung vollständig zum Erliegen.
Während der Alliierten Verwaltung Deutschlands gab es Lizenzzeitungen. Jede Zeitung brauchte eine (Lizenz) der Militärverwaltung.
Die Pressefreiheit wurde in der Bundesrepublik nach deren Gründung 1949 nicht ohne rechtliche Kontroversen wiederhergestellt wie das sog. Lex Soraya (1958) und die Spiegel-Affäre (1962) zeigten.
In der DDR gab es zwar offiziell keine Zensur, faktisch existierte jedoch keine Pressefreiheit, da das Erscheinen von Zeitungen und Zeitschriften einer staatlichen Lizenz bedurfte und die entsprechenden Inhalte durch das staatliche Presseamt vorgegeben waren sowie Bücher Druckgenehmigungen brauchten. Somit entschied der diktatorische Staat in allen Fällen darüber, was veröffentlicht wurde.
2024 gab es nach Zählung der Deutschen Journalistinnen- und Journalisten-Union (dju) bei propalästinensischen und israelfeindlichen Demonstrationen zum Krieg in Israel und Gaza mehr als 100 Angriffe auf Pressevertreter, die Hälfte davon in Berlin. Nur noch wenige Journalisten würden über die Nahost-Demonstrationen regelmäßig berichten, sagte Jörg Reichel (ver.di / Geschäftsführer der dju-Berlin-Brandenburg) dem Evangelischen Pressedienst, und diese würden von militanten Aktivisten öffentlich markiert, was bis zu „Fahndungsplakaten“ zu Einzelpersonen gehe, und angegriffen.

## Situation in der Schweiz
Trotz eines guten Indexwertes in der Rangliste der Pressefreiheit ist die Pressefreiheit in der Schweiz nicht uneingeschränkt gegeben. So steht die Pressefreiheit nicht über dem Schweizer Bankengesetz.
Dem Boulevardjournalismus wurde durch die Entscheidung des EGMR im Fall Bédat/Schweiz eine Grenze gesetzt. Diese Entscheidung ist allerdings juristisch sehr umstritten.

## Pressefreiheit und Pressekonzentration
Auch zum Thema Pressefreiheit gehört die Problematik der inneren Aushöhlung aufgrund fortschreitender Pressekonzentration und Renditedrucks in den Medienhäusern. Bei weniger (angemessen) bezahlter journalistischer Arbeit ist davon auszugehen, dass am ehesten gut etablierte Journalisten auch kritisch sein können. Der damalige Bundespresseschef Karl-Günther von Hase äußerte 1966:

„Wirtschaftliche Macht, durch Konzentration gesteigert und in den Händen einiger weniger, besitzt erfahrungsgemäß erheblichen Einfluss. Das trifft für jeden Wirtschaftszweig zu. Bei Pressekonzernen steigert sich die Wirkung jedoch um ein Vielfaches, weil sie die Möglichkeit haben, über die öffentliche Meinung auf die Politik einzuwirken.“

## Innere und äußere Pressefreiheit
In einem Leserbrief im Spiegel vom 5. Mai 1965 schrieb Paul Sethe, einer der fünf Gründungsherausgeber der Frankfurter Allgemeinen Zeitung:

„Pressefreiheit ist die Freiheit von 200 reichen Leuten, ihre Meinung zu verbreiten… Da die Herstellung von Zeitungen und Zeitschriften immer größeres Kapital erfordert, wird der Kreis der Personen, die Presseorgane herausgeben, immer kleiner. Damit wird unsere Abhängigkeit immer größer und immer gefährlicher…“

Damit rückt Sethe den Unterschied zwischen der äußeren Pressefreiheit (den Rechten der Medien als Ganzes bzw. ihrer Vertreter gegenüber Dritten) und der inneren Pressefreiheit (den Rechten von Journalisten innerhalb der Medien, d. h. ihre Unabhängigkeit von Weisungen seitens Vorgesetzten bzw. Auftraggebern) in den Vordergrund der Betrachtung. Die Norm des Tendenzschutzes verpflichtet Journalisten privater Medien zur Loyalität gegenüber ihrem Arbeitgeber bzw. Auftraggeber.
Hans-Jürgen Jakobs meint, dass die Monopolbildung auch vor den Medien nicht Halt mache, und spitzt das Zitat Sethes zu, dass es mittlerweile nur noch 20 sehr reiche Leute sind, die jederzeit den eigenen Standpunkt vermitteln und das Meinungsklima beeinflussen, ja sogar manipulieren können. Er zählt dazu Digitalkönige wie Larry Page (Google) oder Mark Zuckerberg, den Comcast-Kabelkrösus Brian Roberts, den Walt-Disney-Konzern, Patrick Drahi sowie Shari Redstone (CBS, Viacom). Vor allem über die digitalen Plattformen bestimmen superreiche Techunternehmer mittels ihrer geheimen Algorithmen das Agenda Setting, dem auch die klassischen Medien hinterherlaufen.
Upton Sinclair stellte 1919 in seiner Studie Sündenlohn eine Analogie zwischen Journalismus und Prostitution her: Ein „brass check“, so der Titel des englischen Originals, war die Wertmarke, die ein Kunde in einem Bordell kaufte und der Frau seiner Wahl übergab. Sinclair deutet an, dass die Eigentümer der Massenmedien in ähnlicher Weise die Dienste von Journalisten kaufen, um die politischen und finanziellen Interessen der Eigentümer zu unterstützen.
Die Debatte um innere Pressefreiheit begann in Deutschland in den 1950er Jahren. In den 1960er und 1970er Jahren errangen Journalistinnen und Journalisten in einigen Verlagshäusern sogenannte Redaktionsstatute, die die Kompetenzabgrenzung zwischen Verleger und Redaktion regelten. Während im privaten Mediensektor diese „Statutenbewegung“ bald am Widerstand der Verleger erlahmte, gibt es inzwischen in fast allen öffentlich-rechtlichen Rundfunkanstalten entsprechende Redaktionsstatute und -vertretungen. Während Regelungen zur inneren Pressefreiheit im Zuge der 68er-Bewegung vor allem mit dem damals populären Argument der Demokratisierung der Medienhäuser erkämpft wurde, gilt eine Autonomie von Journalistinnen und Journalisten von den Hierarchen im eigenen Haus mittlerweile auch als Mittel zur Sicherung von journalistischer Qualität und Meinungsvielfalt.

## Gewaltsame Unterdrückung der Pressefreiheit
Gewalt gegen Journalisten kann viele Formen annehmen, von Todesdrohungen, willkürlichen Verhaftungen bis zu Mord.
Ein bekanntes Beispiel war die Verhaftung des deutsch-türkischen Journalisten Deniz Yücel im Februar 2017 wegen angeblicher Terrorpropaganda. Schon Durchsuchungen von Büros schränken die Pressefreiheit erheblich ein. Im Bosnienkrieg (1992–1995) und im Kosovokrieg starben zahlreiche Journalisten.
Die Organisation Reporter ohne Grenzen, gegründet 1985, setzt sich weltweit für die Pressefreiheit und für aus politischen Gründen inhaftierte Journalisten ein. Sie berichtet jährlich die Zahl der getöteten, inhaftierten, als Geiseln genommenen und verschwundenen Journalisten weltweit.
Die jährliche Zahl der weltweit getöteten Journalisten und Medienassistenten stieg seit 2004 (der Irakkrieg hatte im März 2003 begonnen) erheblich an. Im Jahr 2004 starben 56 Reporter bei der Ausübung ihres Berufs, 23 von ihnen im Irak, teilte das Committee to Protect Journalists (CPJ) mit. Von 2003 bis 2006 verlor der arabische Sender al-Arabija acht Mitarbeiter im Irak; sie wurden teils von der US-Armee und teils von Aufständischen getötet.
Für das Jahr 2006 berichtete Reporter ohne Grenzen von 85 ermordeten Journalisten und 32 getöteten Medienassistenten. Rund die Hälfte der ermordeten Journalisten (36 Journalisten) und mehr als zwei Drittel der getöteten Medienassistenten (24 Medienassistenten) starben im Irak.
2010 wurden nach Angaben der Organisation bisher 37 Journalisten und zwei Medienassistenten bei der Ausübung ihres Berufs getötet (Stand 11/2010).
Die deutsche Künstlergruppe Wahrheitskämpfer zeichnet und malt seit 2015 Portraits ermordeter und inhaftierter Journalistinnen und Journalisten aus der ganzen Welt und zeigt die Bilder in einer permanenten Online-Ausstellung sowie als Wanderausstellung in ganz Deutschland. Die „Galerie der ermordeten und inhaftierten Journalisten“ soll als Mahnmal der Pressefreiheit nicht nur intellektuell informieren, sondern die Betrachter auch emotional erreichen. Es werden auch inhaftierte und vom Tod bedrohte Journalistenportraits gezeigt, deren Schicksal vielleicht noch beeinflusst werden kann.

## Pressefreiheit undembedded journalism
Über Pressefreiheit debattiert wurde 2003 wegen der rund 600 von den USA offiziell zum Irakkrieg als “Embedded Journalists” mitgenommenen Medienvertreter.

## Pressefreiheit im internationalen Vergleich

Pressefreiheit nach Angaben von Reporter ohne Grenzen, 2025
Gute Lage
Zufriedenstellende Lage
Erkennbare Probleme
Schwierige Lage
Sehr ernste Lage

Die Nichtregierungsorganisation (NGO) Reporter ohne Grenzen kritisierte in ihrer „Rangliste der Pressefreiheit 2008“, dass seit den Anschlägen vom 11. September 2001 die führenden demokratischen Staaten destabilisiert seien und auch in diesen Ländern die Freiheitsrechte immer weiter eingeschränkt würden. Diktaturen profitierten von Konflikten und Kriegen, die im Namen des Anti-Terror-Kampfes geführt werden. Religiöse und politische Tabus hätten einen wachsenden Einfluss. (siehe auch Mohammed-Karikaturen).
Der „prison census 2010“ des Committee to Protect Journalists zählte 145 inhaftierte Journalisten. 2008 waren erstmals Online-Journalisten und Blogger die von Repressionsmaßnahmen am stärksten betroffene Gruppe.
In ihrem Jahresbericht „Freedom of the Press 2009“ stellte die Organisation Freedom House zum siebten Mal in Folge eine globale Einschränkung der Pressefreiheiten fest. Zum ersten Mal wurden dabei Verschlechterungen in allen untersuchten Regionen der Erde konstatiert.
Das Verhältnis von Pressefreiheit und Bürgerjournalismus (Beispiel: Modell der OhmyNews) ist noch ungeklärt.
Auf dem Pressefreiheitsindex 2016 von Reporter ohne Grenzen kamen Finnland, Niederlande und Norwegen auf die ersten drei Plätze von 180 Ländern.
Während die Pressefreiheit in den westlichen Staaten einen relativ hohen Stellenwert genießt und weitgehend gewährleistet ist, ist Pressefreiheit in den meisten Entwicklungsländern und vielen Schwellenländern deutlich eingeschränkt. Im von der Organisation Reporter ohne Grenzen jährlich erstellten Rangliste der Länder nach dem Grad der Pressefreiheit, dem Press Freedom Index, belegen die verbliebenen sozialistischen Staaten hintere Plätze. Die Länder mit der geringsten Pressefreiheit sind nach dieser Darstellung Eritrea, gefolgt von Nordkorea und Turkmenistan. In Südafrika gab es 2011 staatliche Bemühungen zur Einschränkung der Pressefreiheit.
Laut Pressefreiheitsindex 2014 von Reporter ohne Grenzen sank die Pressefreiheit im Jahr 2014 drastisch. In 120 von 180 Staaten sieht die Organisation weniger Freiheit für Meinung und Medien als im Jahr zuvor.

### Europäische Union
Im September 2022 wurde im EU-Parlament ein Gesetzesentwurf zur Wahrung der Pressefreiheit eingebracht, gegen den sich jedoch die rheinland-pfälzische Staatssekretärin Heike Raab (SPD) als Verhandlungsführerin der für die Medienaufsicht zuständigen Länder in einem Gastbeitrag für die Frankfurter Allgemeine Zeitung mit den Worten aussprach, die EU betätige sich als „Kompetenzstaubsauger in einem Bereich, der den Mitgliedsstaaten vorbehalten“ sei. So wandte sie sich auch gegen den „Eingriff in die Verlegerfreiheit“, und machte damit laut Berliner Tagesspiegel „gemeinsame Sache mit den Größen der Branche“.
Das EU-Parlament hat im April 2024 das Europäische Medienfreiheitsgesetz verabschiedet. Das Gesetz regelt EU-weit den Schutz von Journalisten und Medien und soll insbesondere den Schutz von Quellen und Informanten erhöhen, sowie Überwachung von Journalisten, Redaktionen und Medien erschweren. Gleichzeitig verpflichtet das Gesetz Medien dazu, Informationen über Eigentumsverhältnisse offenzulegen.

### Frankreich – historische Entwicklung und aktuelle Fragen
Die deutschsprachige Wochenzeitung Relation des Druckers Johann Carolus gilt als erste Zeitung der Welt und erschien 1605 in Straßburg. Frankreich ist auch das Ursprungsland der Tageszeitung, ein Journal wird von Journalisten geschrieben und stammt vom französischen Begriff für Tag: jour. In Frankreich erschien mit La Gazette 1631 eines der ersten Periodika, 1835 wurde hier die erste Nachrichtenagentur Agence Havas gegründet und 1863 erschien das erste Massenblatt Le Petit Journal von Moïse Millaud, das bald eine Millionenauflage erreichte. Seit der Verfassungsänderung von Charles de Gaulle für die Fünfte Französische Republik wurde die Funktion der Journalisten als affirmativ festgelegt. Die Medien sind per Verfassungsdekret zur Unterstützung der jeweiligen Regierungspolitik verpflichtet. Die Techniken für investigative Recherchen oder kontroverse Interviews sind in der Ausbildung von Journalisten nicht vorgesehen wie etwa beim Centre de Formation des Journalistes (CFJ), das die meisten Redakteure in den staatlichen Medien absolviert haben. Daher weichen zunehmend mehr Journalisten auf Online-Medien aus.
Die Minderheitenmedien der Bretonen, Korsen oder Elsässer werden heute systematisch benachteiligt. Ihnen werden Fördergelder vorenthalten, die in Deutschland und osteuropäischen Ländern üblich sind. Staatliche Stellen versuchen beispielsweise auch mit verschiedensten Mitteln zu verhindern, dass die über 1 Mio. deutschsprachigen Elsässer rein muttersprachliche Medien publizieren. Bis vor kurzem war dies sogar noch bei Strafe verboten. Insbesondere Sport- und Jugendnachrichten sollen nicht auf Deutsch erscheinen. Frankreich erkennt offiziell nicht an, dass es in seinen Grenzen Minderheiten gibt. Deshalb hat die Pariser Zentralregierung auch bis heute nicht die Europäische Minderheitencharta sowie die Europäische Charta der Regionalsprachen ratifiziert.
Eine weitere Beeinträchtigung der Pressefreiheit ist Kapitalkonzentration in den Medien, die meisten Medienverlage werden von einigen wenigen Kapitaleignern kontrolliert. Medienunternehmern wie den Rüstungsindustriellen Lagardère und Dassault wird vorgeworfen, vor ihrem Aufkauf mit großen Staatsaufträgen bevorzugt worden zu sein. „Viele Medien gehören Industriellen, die von öffentlichen Aufträgen abhängig sind“, wie etwa Martin Bouygues, dem Eigentümer des Fernsehsenders TF1 und Bauunternehmer für staatliche Straßen und Brücken. Seit der Ära Sarkozy habe das Ausmaß der Medienkontrolle eine neue Dimension erreicht, symbolisch ersichtlich in den Pressekonferenzen und den traditionellen Präsidenteninterviews, zu denen nur loyale Journalisten ausgewählt und die Fragen empfehlend vorgegeben werden. Wenn Journalisten über Fehlverhalten seitens der französischen Staatsbürokratie berichten, müssen sie immer häufiger mit Hausdurchsuchungen und Untersuchungshaft rechnen.
Dem am 5. Januar 2009 in Kraft getretenen Medienreformgesetz wurde von Oppositionspolitikern und Journalistenverbänden eine weitere Einschränkung der Pressefreiheit vorgeworfen. Es war seit 1987 die größte Medienreform Frankreichs, als TF1 privatisiert worden war. Die Werbe-Einnahmen für die öffentlich-rechtlichen Sender sollten schrittweise bis Ende 2010 eingestellt und als Ausgleich Abgaben für Internet und Handyanbieter angeboten werden. Später wurde jedoch beschlossen, dass es vor 2014 kein absolutes Werbeverbot geben soll.
Eine einfache Erhöhung der Rundfunkgebühren wurde dagegen von Sarkozy abgelehnt. Zudem ernennt von nun ab der Staatspräsident die beiden Intendanten der öffentlich-rechtlichen Sender für Hörfunk und Fernsehen. Wegen seines angeblich zu offenen Bekenntnisses zur Homosexualität wurde am 3. April 2009 Radio-France-Chef Jean-Paul Cluzel von Sarkozy entlassen. Als wahren Grund für Cluzels Entlassung sehen Journalisten die morgendliche Satiresendung des Humoristen und Stimmenimitators Stéphane Guillon auf France Inter an. Am 25. November 2008 traten die Beschäftigten der betroffenen Sendeanstalten in einen eintägigen Proteststreik. Sie befürchteten, dass der Staat den Ausfall der Werbeeinnahmen nicht vollständig ausgleichen werde und warfen Sarkozy vor, damit nur seinem Freund, Trauzeugen, Taufpaten und TF1-Eigentümer Martin Bouygues zu helfen.

### England/Großbritannien historisch und „Recht auf Information“
England war 1695 das erste Land, in dem die Pressefreiheit eingeführt wurde. Diese Maßnahme (die den Begriff der Pressefreiheit noch vermied) erfolgte, indem das englische Parlament das Zensur-Statut nicht mehr verlängerte. Damit folgte das Parlament einer Forderung der Humanisten John Milton und John Locke.
Nachdem in den 1990er Jahren Informationen durchsickerten, denen zufolge britische Kriegsschiffe während des Falklandkrieges Atomwaffen an Bord gehabt hätten, verlangte die britische Tageszeitung The Guardian Aufklärung. Nach mehrfacher Weigerung der britischen Regierung, hierzu Angaben zu machen, klagte die Zeitung das Recht auf Information ein und bekam nach einem jahrelangen Rechtsstreit Recht. Am 5. Dezember 2003 bestätigte das Verteidigungsministerium („Ministry of Defence“), dass mehrere Schiffe während des Krieges Atomwaffen an Bord hatten (siehe: Atomwaffen im Falklandkrieg).

### Schweden
In Schweden erschwerte die Regierung die Pressearbeit, indem sie vom Öffentlichkeitsprinzip abwich und ab Oktober 2015 eine als Code 291 bekannte, polizeiinterne Vorschrift verwendete, um Informationen über Verdächtige und Opfer bei Verbrechen solange nicht zu veröffentlichen, bis Anklage erhoben war. Dieses Vorgehen wurde im Oktober 2016 weiter verschärft, und nun wurden erst mit Beginn einer Untersuchungshaft von Verdächtigen Informationen veröffentlicht. Beobachter folgerten, dass die Regierung den Gegnern ihrer Flüchtlingspolitik, wegen derer sie während der Flüchtlingskrise in Europa ab 2015 unter Druck steht, keine Argumente für fremdenfeindliche Ausschreitungen liefern will, indem sie mit den Regelungen die Beteiligung von Flüchtlingen an Straftaten verschleiert.

### Spanien
Im Kontext der Karikaturenserie Das Gesicht Mohammeds war die Klage des spanischen Königshauses gegen zwei Karikaturisten ein besonderes Politikum. Das Gericht gab der Einschätzung des Staatsanwaltes Recht, die satirische Abbildung von „Thronfolger Felipe und Gattin nackt beim Versuch der Reproduktion der königlichen Spezies“ sei eine „ehrabschneidende und unnötig beleidigende Darstellung des Prinzenpaares“ und „sei geeignet, das Prestige der Krone und damit der gesamten spanischen Nation auf irreparable Weise zu beschädigen.“ Das Gericht verurteilte die Karikaturisten jeweils zu einer Strafe von 3000 Euro. Die mit der Verurteilung einhergehende Vorstrafe sei dabei der größere Schaden, so Verteidiger Jordi Plana.

### Mexiko (aktueller Drogenkrieg)
Mexiko gilt einerseits formal als eine parlamentarische Demokratie, andererseits wurde der Staat 2008 in einer Studie des U.S. Joint Forces Command wegen des bereits mehrere Jahre dauernden Drogenkriegs als failed state (Gescheiterter Staat) bezeichnet und mit Pakistan verglichen. Seit 2000 sind in Mexiko nahezu 50 Reporter umgebracht worden, 2008 wurden mindestens fünf Journalisten getötet. Mexiko gilt heute (2009) nach dem Irak als weltweit zweitgefährlichstes Land für Journalisten. Das mexikanische Centre for Journalism and Public Ethics (CEPET) macht für viele Attentate die staatlichen Sicherheitskräfte verantwortlich, die brutalsten Attacken auf Journalisten verübten dagegen Drogenkartelle.

### VR China
In der Volksrepublik China müssen sich Journalisten eine Berechtigung für Interviews erteilen lassen. Diese wird meist verweigert, wenn es um Themen wie Bauernaufstände auf dem Land, Dammbauprojekte, Grubenunglücke und andere „schwierige“ Themen geht.
Für ausländische Journalisten ist die Arbeit an investigativen Themen schwierig; die Organisation Reporter ohne Grenzen (ROG) nannte sie 2001 für chinesische Journalisten lebensgefährlich.
ROG sind (Stand April 2016) 23 inhaftierte Journalisten und 84 inhaftierte Online-Aktivisten oder Bürger-Journalisten bekannt.

### Japan
In der Meiji-Zeit im Zeitraum von 1869 bis 1883 und in der Zeit des Taishō-Kaisers im Zeitraum von 1912 bis 1926 gab es sehr weitreichende Freiheiten für die Presse. In den 1930er Jahren war die Schwächung und Beseitigung der Pressefreiheit der Auftakt zur Beseitigung der damals jungen Demokratie und der Vorbereitung eines Angriffskrieges (Pazifischer Krieg 1937–1945). Gesetzlich festgeschrieben war die Pressefreiheit erstmals mit der Nachkriegsverfassung, die 1947 in Kraft trat.
Die japanische Regierung unter Premierminister Shinzō Abe bereitete (Stand November 2013) ein Gesetz ‚zum Schutz besonders gekennzeichneter Staatsgeheimnisse‘ vor. Sie plante, Whistleblower in Regierung oder Verwaltung strenger zu bestrafen. Journalisten und die Opposition kritisierten die Pläne vehement.

### Westpapua
2002 wurde ausländischen Journalisten die Einreise in das 1963 von Indonesien annektierte Westneuguinea verboten, damit „Einheit und Zusammenhalt Indonesiens nicht gefährdet sind“, so die offizielle Begründung. Einige Korrespondenten aus Jakarta erhielten eine Einreiseerlaubnis, dürfen aber nicht über Politik und Menschenrechtsfragen berichten. Juwono Sudarsono, Verteidigungsminister 2004–2009 unter Präsident Yudhoyono, nannte 2006 als Motiv des Verbotes aller ausländischen Medien, Kirchen und Menschenrechtsorganisationen die Sorge, dass ihre Anwesenheit in West-Papua „zu Menschenrechtskampagnen ermutigen würde“.

## Philatelistisches
Mit dem Erstausgabetag 2. Januar 2020 gab die Deutsche Post AG ein Postwertzeichen im Nennwert von 95 Eurocent zum Thema Pressefreiheit heraus. Der Entwurf stammt vom Grafiker Christoph Niemann aus Berlin.

## Internationale Presserechtsorganisationen
- Reporter ohne Grenzen
- International Press Institute
- Human Rights Watch
- Committee to Protect Journalists
- Freedom House